# ビジャ・マリア大学
ビジャ・マリア大学（英語: Universidad Nacional de Villa María、公用語表記: Universidad Nacional de Villa María）は、アルゼンチン・コルドバ州・ビジャ・マリアに本部を置くアルゼンチンの国立大学。1995年創立、1995年大学設置。

## 沿革
- 1995年 - 設立[1][2]。

## 研究所
- 基礎応用科学教育研究所
- 人間科学教育研究所
- 社会科学学術教育研究所

## 名誉教授
- 池田香峯子